# Hypena chosokeiana
Hypena chosokeiana är en fjärilsart som beskrevs av Embrik Strand 1922. Hypena chosokeiana ingår i släktet Hypena och familjen nattflyn. Inga underarter finns listade i Catalogue of Life.